# Henri Marcelis
Henri Marcelis est un juriste et avocat belge à la Cour de cassation. Natif de Louvain, il meurt en 1859.
Après avoir terminé ses études de droit à l'Université d'État de Louvain le 27 juillet 1818, il devint avocat à la cour de Bruxelles après avoir prêté serment le 21 septembre 1818, il fut nommé avocat à la Cour de cassation le 17 novembre 1832.

## Publications
- Dissertatio inauguralis juridica de legitimis codice gallico liberis etc. concessis, Louvain, 1818.